# Nova Odesa
Nova Odesa (în ucraineană Нова Одеса) este orașul raional de reședință al raionului Nova Odesa din regiunea Mîkolaiiv, Ucraina. În afara localității principale, mai cuprinde și satul Krîvorijjea.

## Demografie
Componența lingvistică a orașului Nova Odesa
     Ucraineană (94,14%)
     Rusă (4,94%)
     Alte limbi (0,34%)
Conform recensământului din 2001, majoritatea populației orașului Nova Odesa era vorbitoare de ucraineană (94,14%), existând în minoritate și vorbitori de rusă (4,94%).

## Galerie de imagini

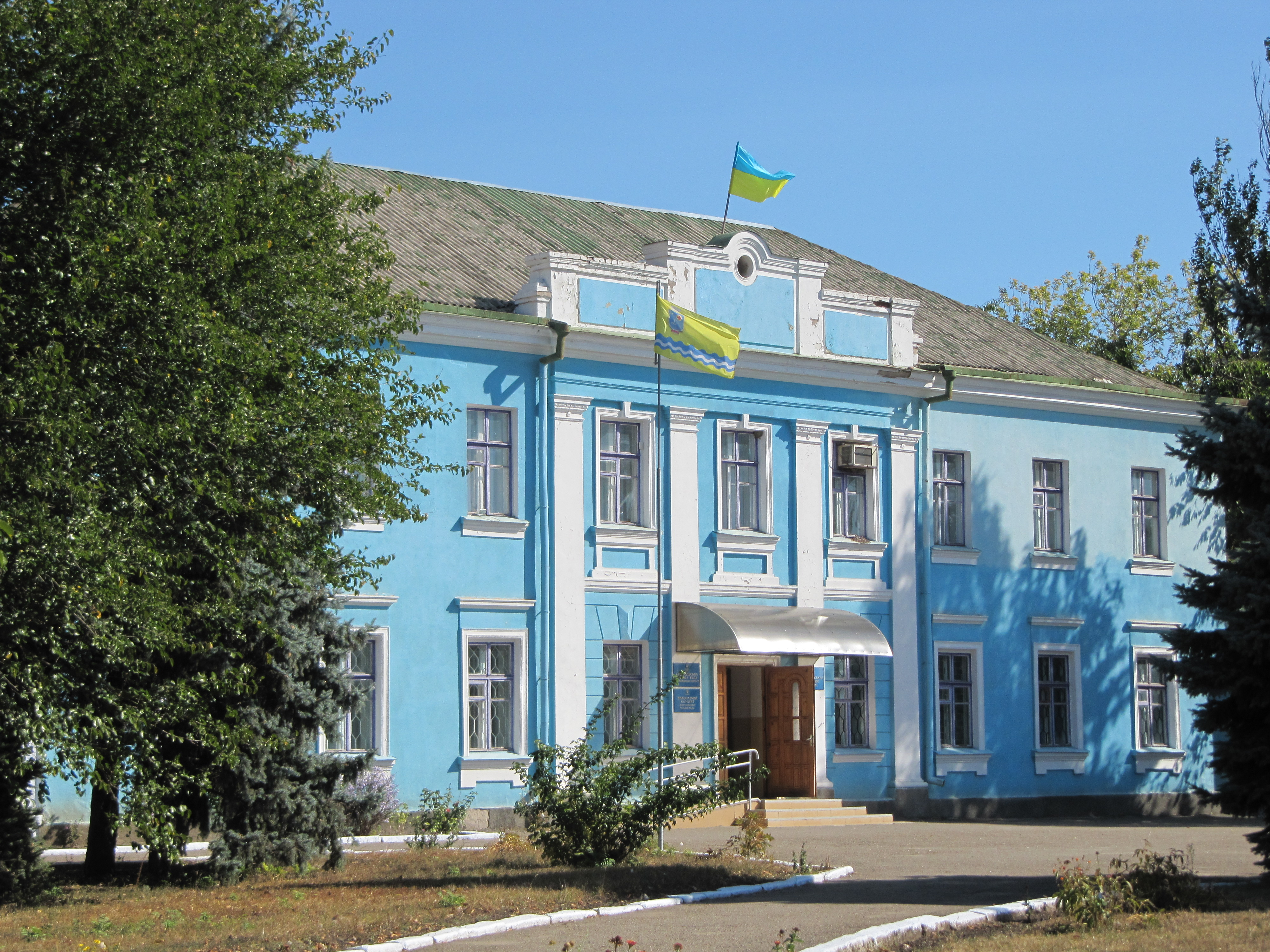
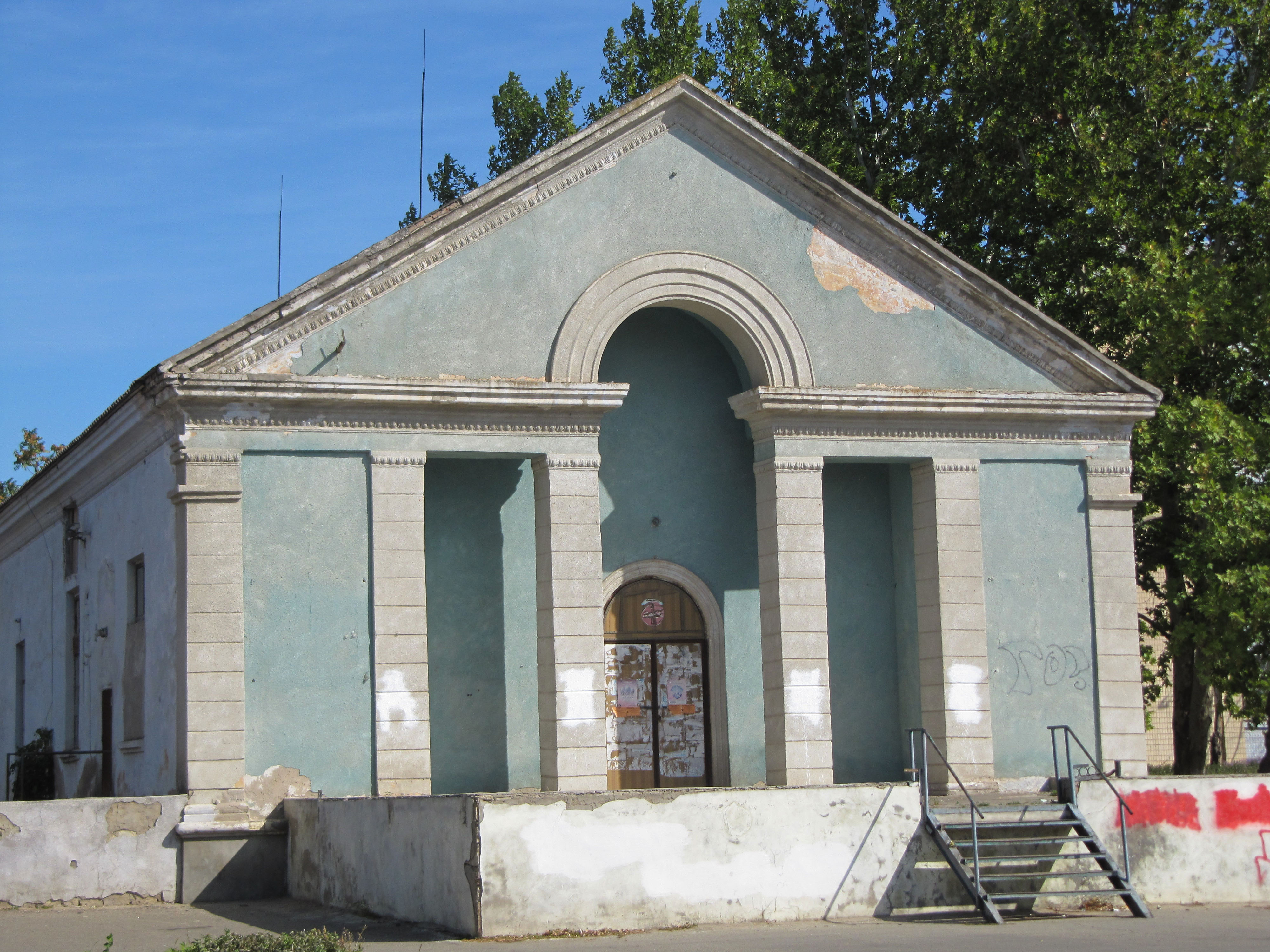
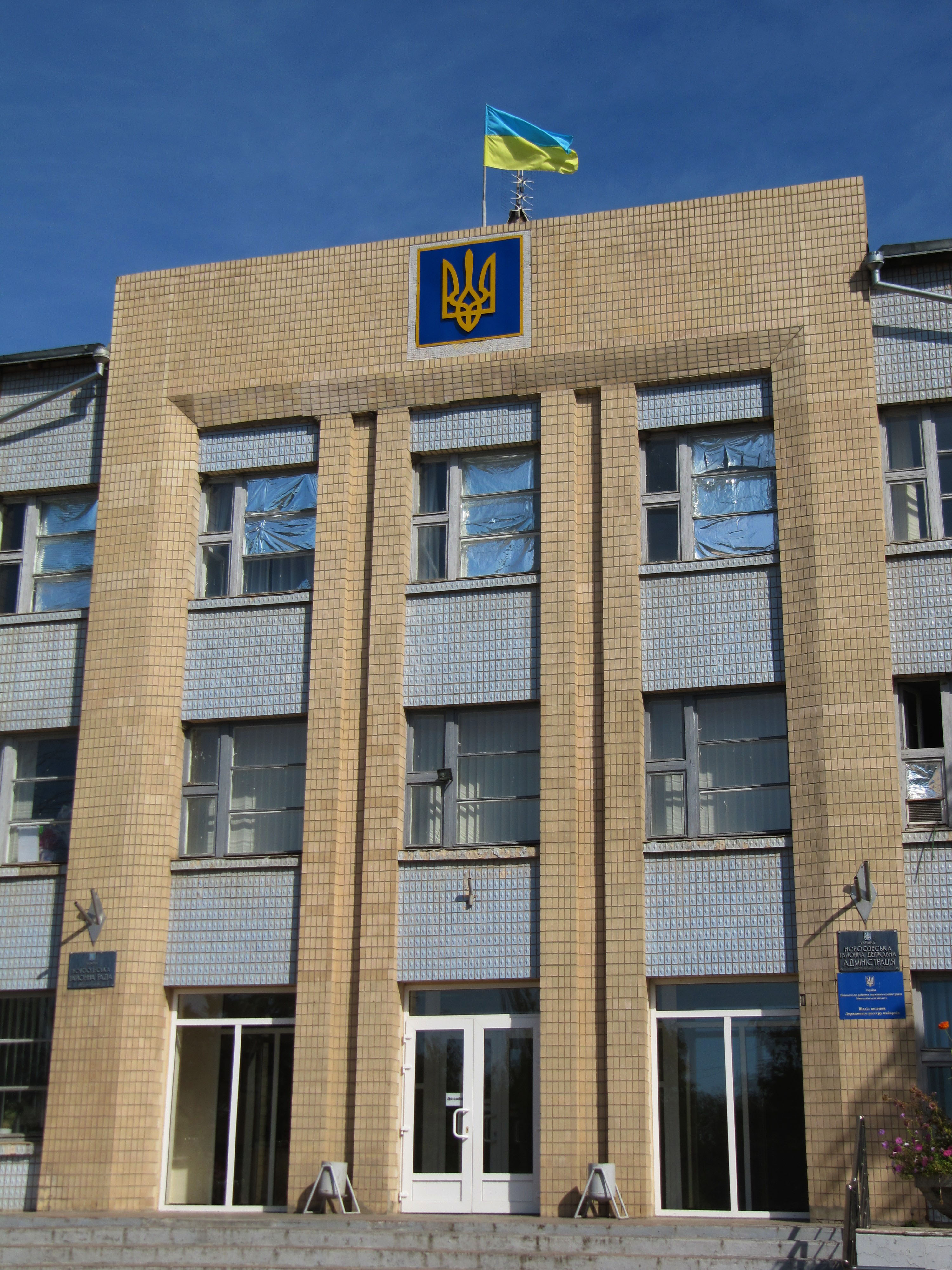
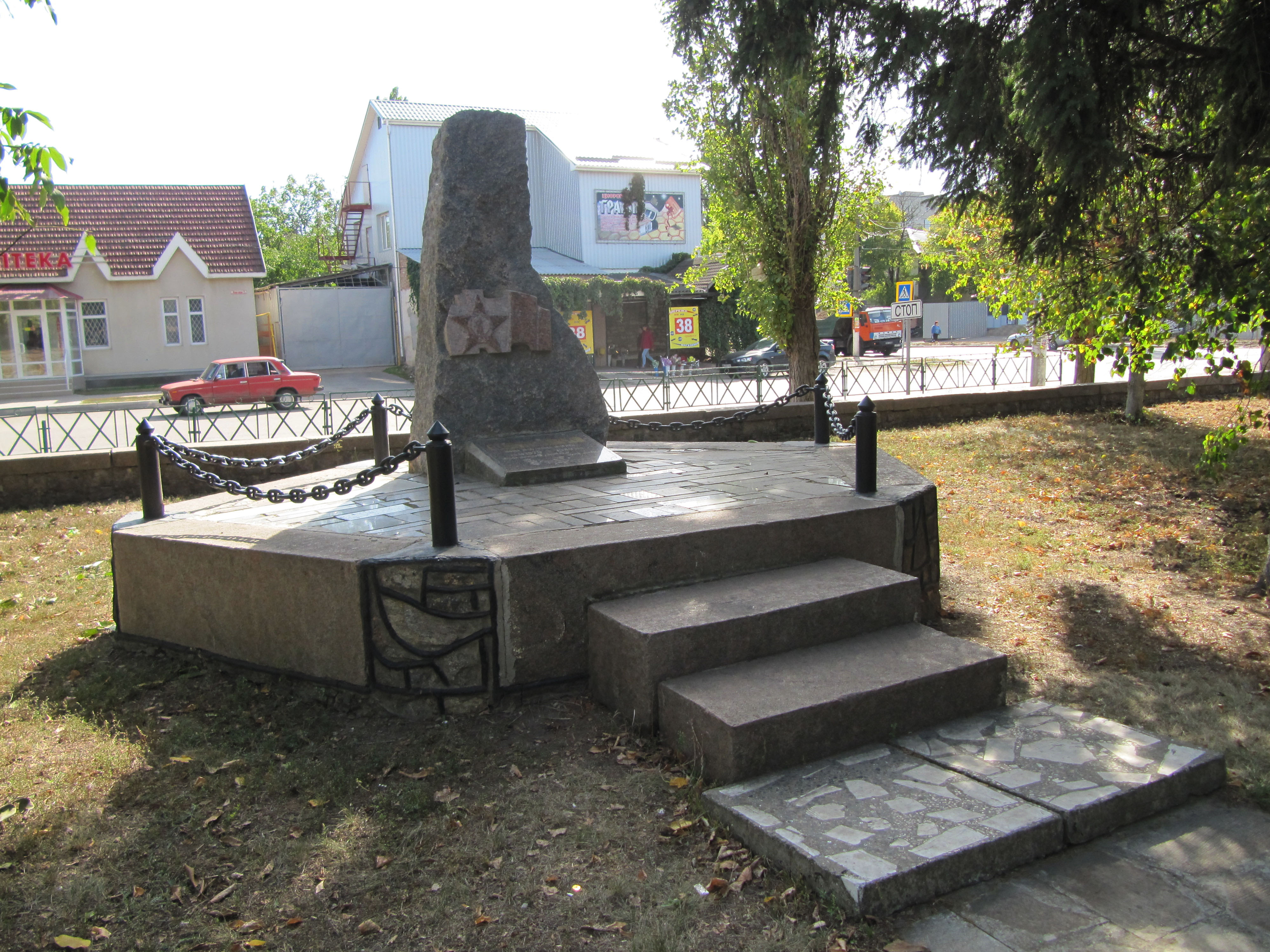
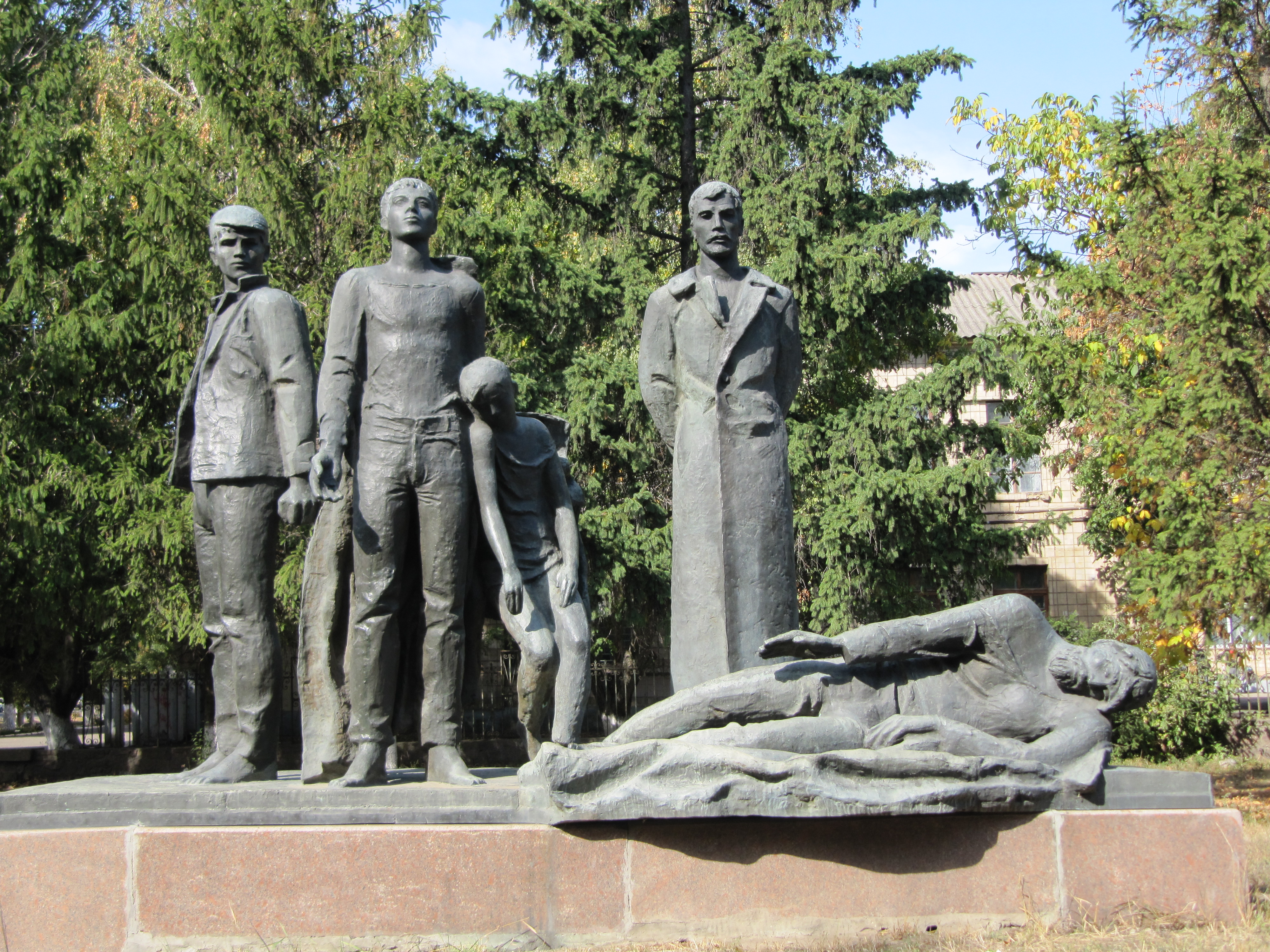

## Istoric
Imperiul Rus 1776–1917

 RSS Ucraineană 1920–1922

 Uniunea Sovietică 1922–1941

 Imperiul German (ocupația) 1941–1944

 Uniunea Sovietică 1944–1991

 Ucraina 1991–prezent 